# Frank Pagelsdorf
Frank Pagelsdorf (Hannover, 5 febbraio 1958) è un allenatore di calcio ed ex calciatore tedesco, di ruolo centrocampista.

## Palmarès

### Giocatore

#### Competizioni nazionali
- Campionato tedesco di seconda divisione: 1

Arminia Bielefeld: 1979-1980 (girone nord)

### Allenatore

#### Competizioni nazionali
- Campionato tedesco di seconda divisione: 1

Hansa Rostock: 1994-1995